# Vampire knight
Vampire Knight (ヴァンパイア騎士, Vanpaia Naito) is een shojo-manga- en animeserie geschreven door Matsuri Hino. De serie beleefde in januari 2005 haar première in een uitgave van LaLa.
Voor de serie werden twee drama-cd's gemaakt, en daarnaast een 26-delige animeserie. De animeserie werd geproduceerd door Studio Deen.
De anime beleefde zijn debuut in Japan op TV Tokyo op 7 april en eindigde op 30 juni 2008. Het tweede seizoen, getiteld Vampire Knight Guilty, werd door hetzelfde station uitgezonden vanaf 6 oktober 2008 en liep tot 29 december 2008. Voor de anime werden veel van dezelfde stemacteurs gebruikt als voor de drama-cd's.

## Plot
Yuki's eerste herinnering vindt plaats in een besneeuwde winternacht, toen ze werd aangevallen door een vampier maar door een andere vampier, Kaname Kuran, werd gered. Tien jaar later is Yuki Cross geadopteerd door de directeur van de Cross Academy. Zij is een bewaker die de volgende twee taken moet vervullen: de Dagklas (menselijke studenten) beschermen tegen de Nachtklas (vampiers) én ervoor zorgen dat de Dagklas niet achter de ware identiteit van de Nachtklas komt. Haar collega, Zero Kiryu, is een jeugdvriend wiens ouders (vampierenjagers) zijn gedood door een vampier en hij wil ze nu allemaal doden en vertrouwt geen enkele. Door een wending van het noodlot is Zero nu zelf in een vampier aan het veranderen, doordat hij vier jaar eerder door de volbloedvampier Shizuka Hiou is gebeten. Kaname, Yuki's redder, is de leider van de Nachtklas, met hulp van Takuma Ichijou.